# まほろまてぃっくの登場人物
まほろまてぃっくの登場人物（まほろまてぃっくのとうじょうじんぶつ）では、中山文十郎原作・ぢたま(某)作画の漫画、及びそれを原作とするアニメ『まほろまてぃっく』に登場する架空の人物について解説する。

## 美里家

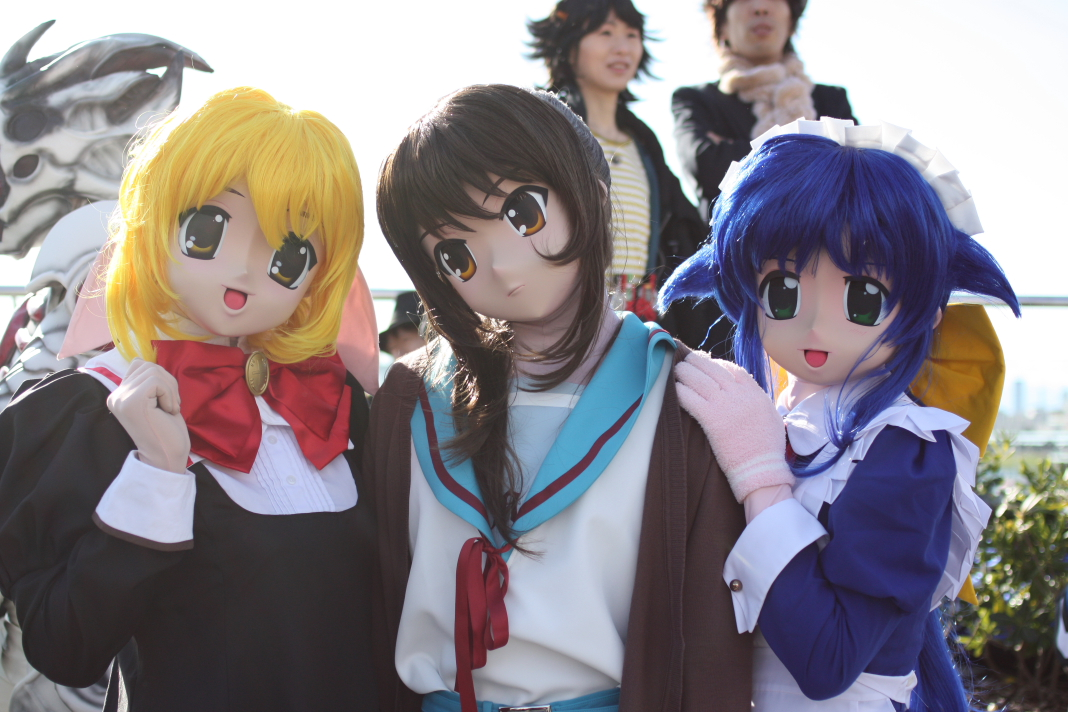
安藤まほろの着ぐるみ（画像右）。（コミックマーケット77）

安藤まほろ（あんどう まほろ）（V1046-R型 ヴェスパー・ハイパー・ソルジャー MAHORO）
声 - 川澄綾子
本作のヒロイン。「ヴェスパー」が生み出した最強の戦闘用アンドロイド。残り稼働日数が僅かになったことを契機に引退を許可されたため、メイドとして美里優の下に派遣されてきた。
アンドロイドとはいうもののその見た目や精神性は人間と変わらず、物を食べ涙を流すなど、日常生活を送るうえでは殆ど人間と変わらない機能を有しているため、優からは容易に受け入れられた。
高度なAI（人工知能）を持ち普通の人間と同様、流暢に喋ることが可能で感情表現も豊か。また人工知能なだけあって人間には真似できない高速での演算処理も可能な模様。
主人である優に対しては「働いていないと毎日が退屈」という理由でメイドを始めたと語っているが、真の動機はかつての上司、美里良を殺害したことで孤児にしてしまった優への贖罪だった。そのため、当初は優に対してメイドとしての忠誠心と罪悪感を持って接していたが、やがて互いに深い愛情で結ばれていく。その変化は千鶴子から「最初は母子のようであったが、姉弟のようになり、友達、彼氏彼女のようになり、ようやく恋愛関係になった」と評されている。
美里家に来た当初は「まほろ」とだけ名乗っていたが、家庭訪問にきた式条に名字を尋ねられたところ、まほろが「アンドロイドですので姓はありません」とバカ正直に答えてしまい、それに慌てた優が「アンドロイド」というのを誤魔化そうとして思わず「安藤さんっ!」と叫んだので、そのまま「安藤まほろ」と名乗るようになった。
自身がアンドロイドとしてではなく人間として生まれたかったと思うことがある反面、アンドロイドとしての自身を肯定している部分もあり、「人類の叡智と科学の結晶たる私が幽霊や超能力という非化学的な物は信じません」と語っている。
製造されてからの起動日数は9年ほどであったが、周りには年齢19歳（優からは高校生ぐらいに見えると指摘されている）、恵比寿生まれで三姉妹の長女（後に義妹二人を獲得するため嘘から出た誠になる）、父の仕事の関係で海外を転々としながら育ったとしている。また、緋立市立第四中学校へ潜入する際には鈴木まほ子というもう1つの偽名を使うこともある。任務のために白菊女子学園へ通学したこともあり、その際のあだ名は「まぼ」。
普段は明るく優しく真面目で「完璧な心」を持つとされ（原作版では最終回で人間として転生したまほろを義理の親となった田中佳美が地球に送り込む際に「あの子は完璧な心を持っています」と大きな信頼を寄せている）。優曰く「真面目で仕事好きで優しくて清らかな心を持つ今時の普通の女の子とは少し違うタイプ」とのこと。しかしその反面として天然ボケであったり、時には暴力的な一面も持つ。また海に遊びに行った際に優に対していちゃもんを付けた不良グループを恫喝するなど正義感は強い。基本的には人助けをする性質であり、その性格から大勢の人間に好かれている。えっちなものには厳しく、「えっちなのはいけないと思います！」が口癖。この言葉の由来は複数あり、アニメ版では優の父、美里良がエロ本を隠した際に咄嗟に発した言い訳を真に受けたことが原因だった。原作では後述するアークから受け継がれた台詞と考えられる。戦闘時には普段の穏やかな雰囲気から一転、場合によっては殺人をも辞さない冷徹な戦士としての姿を見せる。ただし、リューガとは幾度も交戦したにもかかわらずトドメを刺しておらず、管理者の一般兵を殺害せず素手で気絶させるに留めるなど、戦闘の最中でも慈愛の精神を忘れることは無い。
元々胸のサイズがあまり大きくないことを気にしていたが、式条先生の嫌がらせにより完全な貧乳コンプレックスになってしまう。周囲の貧乳の者同士で共鳴することも多いが、ヴェスパー上層部に豊胸改造を依頼するなど巨乳願望は強い。一方、自らの乙女心を犠牲にすることで必殺技「貧ちちアタック」を放つこともできる。
戦闘用であるにもかかわらず千鶴子の舌を唸らせるほどの料理を作ったり、ゴミ屋敷と化していた優の部屋を短期間で片付けるなど家事能力はプロ級。更に車両、航空機など多数の免許を取得しており、完璧にも見えるが「なんでも形から入りたがる」ため、変装や潜入任務は苦手。
趣味は歌を口ずさむことと映画鑑賞。映画に関しては時代劇や007シリーズに深い造詣を持つほか、B級アクション映画を好む傾向にある。
眠気を我慢して極限状態になると、頭から無数のひよこが出現し、自身と周囲の人間を眠らせてしまう。これはヴェスパー幹部にすら疑問視されている謎の現象だったが、原作では後述のマホロ博士がアークに「眠気」という感情を学習させようとした一件が由来と明かされた。
下手な変装で潜入任務に挑んだり、山中でワライダケを拾い喰いして中毒になったり、考え事をしていて風呂釜を爆発させる、等々、本当に最強の戦闘アンドロイドなのか疑わしいエピソードが（現役時代も含め）多数ある。
引退後の戦闘能力は現役時の10分の1まで低下しているとされるが、素手での格闘戦でも管理者の巨大ロボットを圧倒する性能を持ち、メフリスから「これでは引退前と変わらない」「我々はまほろの真の実力を知らなかった」と評されている。外見は若い女性そのものだがマサが殴ると「なんて硬い頬骨をしているんだ」と驚くぐらい硬く、またミサイルの一斉射撃を受けてもダメージを受けなかったり、アニメ版では高圧電流を受けても耐えるなどその強度は尋常ではない。「局地戦も可能な汎用型」とされており、アニメ版で描かれた配備試験の際には海底でも活動していたほか、溶岩の上を歩いても平然としていた。
優れた身体能力を持ち、自動車より遥かに早い走行力、ビルの屋上まで飛び上がるほどの跳躍力を持つ。アニメのTVSPである『えっちなのはいけないと思います!」ではエッチな本を取り上げられるのを回避しようと北海道まで逃亡した優やスラッシュに追いつくなど持久力も高い。潜入捜査で白菊女子学園に侵入した際には、当然ながら体育で優秀な成績を修めていた。
戦闘時には携行火器としてハンドガンを愛用する。劇中では三種類のハンドガンが登場しており、一番多用されたデザートイーグル型（アニメ版ではベルト給弾式のオリジナルデザインとなっている）ハンドガンは、弱点を狙えばセイントのカニ型ロボットを一発で撃破できる威力を誇る反面、生身の人間が撃つと後方へ吹き飛ばされるほど反動が強い。そのほか、優が容易に扱えるほど反動が少ない光線銃型、超小型のデリンジャー型を携行することもあった。ガーターベルトには近接格闘戦用の短刀を装備しており、ハンドガンと並ぶ主力装備として扱われている。リューガとの決戦の際には切り札として『反物質封球弾』を発射する大型火器（発射の際は変電所施設から電気を盗用していた）を持ち出し、更に爆薬を仕込んだクナイ、掌から展開する小規模なバリアなどを補助装備として運用している。
PS2のゲーム『まほろまてぃっく 萌っと≠きらきらメイドさん』のミニゲーム『箱入り娘』では「まほろアーイズ」なる透視能力があり霧や湯気などをはっきりと見渡すことのできる機能が内蔵されていることも確認されており相手の戦闘能力を計測することも可能。他には物体の質量や大きさを瞬時の間に判定できるスキャナー機能も備わっている。
引退時に殆どの戦闘用パーツは除去されているが、唯一『輝ける闇』と呼ばれる兵器が残されている。これは全身から金色の燐光を発して接触した物体を消滅させるという武装であり、劇中では直径20kmの月の欠片すら消滅させる威力を見せた。しかし、『輝ける闇』は彼女の機能、動力源と直結しているため、使用する度に寿命を削られていた。
低下した戦闘能力を補助するため、数々のサポートメカを従えている（スラッシュはその一体）。特に飛行用バックパックである『シルフィード』は戦闘時に限らず、買い物などの様々な状況で運用していた。メイドアンドロイドに改装されてからは赤いブローチがその呼び出しアイテムになっていたが、見た目はありふれた品物のため、優に偽物とすり替えられたことがある。また、アニメ版ではまほろ以外の人間（優、優一郎）が呼び出すことも可能だった。
機械を使ったロボットなのか、戦闘に特化した生体アンドロイドなのかは劇中で明かされることは無かった。アニメ版では装備の接続用に近衛重工製のネジが使用されていることが判明するが、原作版ではフェルドランスから「君の身体からネジ一つでも回収できればいい」と言われた際に「私の身体にはネジなど使われておりません」と断言している。
- アニメ（第2期）13話では、フェルドランスもろとも自爆して消滅するが、最終話では20年後の未来に復活し美里優と再会する。その正体はマシューと記憶を共有する人間型端末にしてマシューの分身的存在。なおヴェスパーが生み出した「まほろ」と異星人（セイント）にとって母と呼ぶべき存在のマシューがどう関係するかは詳細不明。
- 原作終盤においては、残されたエネルギーを輝ける闇として放ち、地球に迫る月の欠片を破壊すると同時に、管理者の艦隊による一斉砲撃を受けブローチを遺して跡形もなく消滅した。こちらではセイントと人類が共存可能か否かを調べるためにマホロ博士の人格を模して製造され、ヴェスパーの手に委ねられたという誕生の理由が明かされる。
- 原作最終話ではマシューの手によって人間として生まれ変わり、流河夫妻の下で養育される。当初は普通の少女として人生を送っていたが、20年の歳月の中で前世の記憶を思い出し、やがて再びメイドとして美里家を訪れる。彼女と再会した優は「復讐者として多くの命を奪った自分は、既にまほろの知る自分ではない」と懺悔したが、まほろは「変わっていない」と、変わらぬ信愛を見せた。

美里優（みさと すぐる）
声 - 瀧本富士子 / 34歳時（第2期最終話）神奈延年
本作の主人公。IQ130の知能を誇り身体能力も抜群、眼鏡を外せばそれなりの美少年で異性からの好感度も高い中学2年生の少年。
祖父と父親はヴェスパーの主要構成員であり、優自身も地球人とセイントのクォーターであるが、優自身はヴェスパーやセイントの存在を知らされていなかった。
早くに両親を亡くし、心を閉ざした状態で4年間一人暮らしを送っていたが、まほろがメイドとして仕えるようになったことで心を開いていく。
当初はアンドロイドであるまほろの存在に戸惑っていたものの、原作終盤では彼女を「僕にとって大切な人間」と断言し、愛を告白した。
普段はややおっとりしているが、父親譲りの正義感やセイントとしての優れた資質から、要所では頼りがいのある行動力や優れた洞察力を見せる。
巨乳好きであり、えっちな本を大量に隠していたが、まほろにはすぐ没収されてしまうので隠し場所には苦労している。『えっちなのはいけないと思います！スペシャル』ではえっちな本を護るために常軌を逸した行動力を発揮し、まほろやスラッシュを唖然とさせている。
アニメ最終話と原作最終話ではどちらもほぼ同じ歳だが、外見・性格・境遇などの設定が異なり（原作よりもアニメの方が早く最終回を迎えたため）、以下、それらを含めた最終話の要旨を記す。なお、頬に大きな刀傷があり、これは20年前のまほろとの逃避行の際、フェルドランスに襲撃され受けたもの。
- アニメ（第2期）版

- 管理者に命を狙われたことで故郷を追われ、更に最愛のまほろを喪ったことで、自身にとって大切なものを求めることを止め、さらに自身の楽しかった思い出をも封じ全てに対し完全にドライになる。そして天涯孤独の身となった優は地球を離れ、二度と戻ることはなかった。20年後、共同植民星シルヴァプラナにて復讐のために生きるヴェスパーの刺客となり、執拗に管理者の残党を付け狙いアンドロイドを容赦なく殺害する生活を送る。
- そんな最中、修学旅行の引率で当地に来ていた式条教諭と偶然の再会を果たす。2人は最初親しく話していたが、式条は優が救い難い所まで堕ちてしまったことを悟り、「また会いましょう…生きていたら」と言い残し彼の許を去る。
- 折しもセイントは遠い宇宙への新たな旅の出発の準備中。マシューは孤独すぎる優のために、切り離した自身の記憶を基に新たに「まほろ」を創る決断を下す。そしてシルヴァプラナにて2人は20年ぶりに再会を果たす。
- 共同植民星シルヴァプラナは、「管理者」の崩壊後に和解した地球人とセイントが建設した星で木星付近に存在するような描写があり、そこはビルが乱立し繁栄と荒廃が混在する場所である。
- ヴェスパーの刺客は「管理者」が造ったアンドロイドが相手で生身の人間には危険すぎるため、本来は戦闘用アンドロイドの役目であったが、優はそれに自ら志願していた。

- 原作

- 20年前に最愛のまほろを「管理者」に殺されたことで「管理者」への復讐心を抱き、ヴェスパーの後継組織「ヴィナス」の幹部候補として残党討伐の最前線で活躍する。フェルドランスによって切断された両手には精巧な義手が取り付けられ、そこから「輝ける闇」に類似した兵器を使用可能。それによって単身で宇宙戦艦すら撃沈する戦闘能力を誇っていた。しかし仇敵であるフェルドランスを討った際、復讐に費やされた自らの人生に虚無感を感じてしまう。直後に幹部昇進及び長期休暇の沙汰もあったが、彼は昇進には無関心で過去3度辞退しており、結局全てを蹴飛ばして上司に辞表を叩き付けてしまう（辞表が受理されたかは不明）。
- まほろ（アンドロイド）の死後しばらくしてマシューの唯一の願いにより人間として生まれ変わり、20年近くリューガ・田中佳美夫妻の許で養育されたまほろは、健康に成長してきたが、ある時、優との記憶を思い出し、「管理者」の残党滅亡と同時期に美里家にメイドとして自ら赴く。そして美里邸の紫陽花の咲く中庭にて2人は20年ぶりに再会を果たした。
- 原作版でもアニメ版と同様に心を閉ざしているが、対外的には明るく振舞っているので親しい友人以外からは気づかれておらず、かつての父や祖父を思わせる豪快な言動も見せている。

安藤みなわ（あんどう みなわ）（CODE：370）
声 - 清水愛
「管理者」の機械化兵士（サイボーグ）。両親を持たず、管理者の秘密基地でサイボーグ用の素体として培養されて誕生した14歳の少女だが、その体つきは年齢相応と言えない程度に幼い。
組織内では役立たずの不良品扱いされていたが、メフリス教授から「まほろについて詳細に報告せよ」との任務を受け、管理者から脱走したと偽って、まほろの元へとやってきた。
まほろ達にはスパイであることを看破されていたが、優の提案によってコードネームの370からみなわと名付けられ、まほろの妹、安藤家の次女として匿われることになる。
友人である369が「消却」されてしまったトラウマを抱えており、管理者内における修繕屋サイボーグの地位を向上させ、改造の際に奪われた自身の「心」を返してもらいたいと願っている（「心が無い」という強迫観念はメフリスの洗脳によるものであり、実際には心を失ってなどいない）。
いずれ自分の報告がまほろを窮地に追いやることを危惧しており、更に自分のドジで周囲を心配させることに罪悪感を持っているため、口癖は「ごめんなさい」。
管理者から非人道的な扱いを受けてきたため、平和な生活が理解できずに思い悩むことも多いが、まほろや優、はまぢ達との交際によって少しずつ学習していく。
まほろとは生い立ちや境遇が自分と似ているということもあり実の妹のようにかわいがっていた。まほろのことは「お姉ちゃん」と呼ぶ。
美里家に保護された後は緋立市立第四中学校に入学した。美里家内ではメイド服を着用しているが、家事の知識を持たないため、手伝い程度のことしかできない。
好物はカレーであり、大量のカレーをまほろや式条以上のスピードで平らげることができる。
機械の肉体に体が耐えられないためによく転ぶが潜在能力自体は高く、能力を解放すればメフリスが想定しなかったほどの高速戦闘能力を発揮すること可能。
ただし、メフリスが稚拙な技術で施した改造は全身に負担をかけており、既に「生きているのが不思議なくらい」の状態に陥っていた。
アニメ版ではまほろ捕獲作戦の後、リューガの提案によりセイントの下で治療を受けることになるが、その後の安否は不明。
原作終盤ではヴェスパーによる管理者基地攻撃作戦に参加、潜水艦内から自身の思念を放射する「H・T・H」を発動し、生体チップとして酷使されていたかつての仲間達を解放した。最終話ではヴェスパーの下で治療を受けて回復。20年後には、はまぢと結婚しているらしく「みなこ」という子供がいる。
スラッシュ（V1046 R9-SLASH ZERO）
声 - 野田圭一
ヴェスパーによって開発された、まほろ専用の黒豹型サポートメカ。巡洋艦8隻分の予算をかけて製作されたとのこと（ドラマCDより）。武装解除の結果、戦闘能力が大幅に低下したまほろの警護のため、ヴェスパーによって美里家に送り込まれた。江戸っ子を思わせるような人語を解す。戦闘時には背中からタテガミが伸び、爪や牙が鋭くなる戦闘モードへと変化可能。AIの人格パターンは近衛優一郎を基にしている。
物事に警戒を怠らない用心深い性格。だが一旦認めた相手には忠誠を尽くし、伝法な口調だが情に熱く義理堅い。まほろのことをマスター（主人）として忠誠を誓っており、まほろの主人である優に対しても同様に振舞う（まほろの身を真剣に案じる優をマスターとして認めたからでもある）。立場上は優のほうが上ということになるため、時にはまほろからの命令に逆らってでも優の命令に従うこともある。
周囲の人物には、「モンゴリアン・ヴェスパード」と呼ばれる人気のない種類で、でかい上に可愛げがないために日本にはほとんど輸入されていない猫と話されているが、あまり信じられていない。
原作では最終決戦の際にフェルドランスが投擲した爆弾によって消息不明となるが、後にリューガと合流してまほろ達の下へ駆けつけ、フェルドランスに殺されそうになっていた優を救った。最期はまほろの傍らで機能を停止し、管理者艦隊からの一斉射撃によってまほろと共に破壊された。アニメ版では優一郎によって管理者が開催したパーティー会場へ召喚され、管理者幹部を全滅に追いやった。戦闘が終わった後、絶命した優一郎の傍にリーシァのロケットを持っていったが、その後の安否は不明。
担当声優は、キャラクターの元ネタである『バビル2世』のロデム役を演じた大ベテランの野田が起用された。
また、原作版のまほろはスラッシュ以外にもバビル2世をイメージしたサポートメカを率いており、巨人タイプのメカ『タツジン』（本編での登場は片手のみ）、巨大怪鳥タイプのメカ『ヴィマナ』の2体が登場している。
ぐりちゃん
声 - 瀧本富士子
美里家の飼い犬である犬種不明の小型犬。スラッシュと仲良くなり、よくじゃれあっている姿が見られた。
目立った活躍はしないものの、原作ではまほろやスラッシュすら気付けなかったジグラギの偽装を見破ったこともある。
原作版、アニメ版ともに優たちが美里家を去って以降の安否は不明。
ただし、原作版では20年後の優がぐりちゃんに似た容姿の捨て犬を拾い、「昔は番犬を飼っていたが、全く役に立たなかった」と回想している。

## 緋立市立第四中学校
式条沙織（しきじょう さおり）
声 - 高田由美
25歳。優達のクラスの担任で倫理社会の教師。自他共に認める巨乳がトレードマーク。
極度のショタコンで優がお気に入り。ゆえに教師でありながら時折彼に対する激しくえっちな妄想をする（名前の由来は「色情（狂）」から）。ゆえにまほろをライバル視し、ちょっかいを出すため犬猿の仲になり、頻繁に激しいバトルを繰り広げているが、優は二人の関係を「あれはあれで仲が良い」と評している。まほろを「ハレンチメイド」と呼び、まほろからは「イケナイ先生」と呼ばれた。
収入のほとんどが酒とパチンコに消えており、アパートには風呂もエアコンもなく、日頃の食事にも困っている。そのため食事、風呂、あわよくば優にありつくため、美里家に頻繁に訪れるようになった。最初こそ「家庭訪問」の形だったが、現在は「ただいまー」と我が物顔で現れるので、優、まほろ共にもう諦めている。
とは言え、まほろはまほろで（故意ではないが）鉄柱の下敷きにするなど、結構どっちもどっち。
異常なまでの体力及び食欲を誇り、特に「裸身活殺拳」を使用した際は、まほろすらも圧倒した。リューガにさえ、本当に純粋な地球人なのか疑われる始末。
普段は変態的な言動が目立つが、みなわが胸を露出してしまった際には「女の子が気安く裸を見せてはいけない」と発言して真っ先にそれを隠したり、管理者の計画に巻き込まれた際には、「自身は生徒達の心の母である」と語り、毅然とした態度で生徒達を護ろうとするなど、稀に教育者らしい一面を見せることがある。
普段の言動からは想像もできないが、実はヴァイオリンの名手。時おり、公園などで演奏を披露することがあり、まほろもその音色に聞き惚れている。
3人姉妹の次女で姉が香織で、妹が詩織、妹のみ貧乳らしい。
原作最終話では校長先生にまで出世しているが、今だ未婚なうえに朝礼で男子生徒たちに向けてセクハラ発言をするなど相変わらずな性格。容姿は依然若々しいものの、縛っていた長髪は解いている。
アニメ最終回（第2期）では教師を続けており、シルヴァプラナで優と再会する。こちらでは容姿が20年前から全く変化していない。
佐倉深雪（さくら みゆき）
声 - 菊池由美
美里優とは幼なじみで同級生。通称「みゆき」。陸上部所属のボーイッシュな少女。
銭湯「さくら湯」の4人姉妹（深雪、夏樹（声 - 田中かほり）、春音（声 - 米倉あや）、秋深（声 - 小林恵美））の長女。ショートカットが似合うしっかり者。優には恋心を抱いているがなかなか進展していない。美里家とは家族ぐるみで付き合いがあり、みゆきの父親・泰造（声 - 堀川仁）、母親・雪絵（声 - 城雅子）は両親を亡くした優を息子のように思っている。
年齢相応の貧乳であり、外伝漫画「とりおまてぃっく黒」では凛の巨乳に嫉妬してケンカになったことがある。
原作最終話では、川原と結婚して子供もおり、酒屋で働いている。
優への想いは振り切っているものの、再び心を閉ざした彼の姿に涙し、「優を救える者はたった一人（まほろ）しかいない」と語っている。
等々力凛（とどろき りん）
声 - 水野愛日
美里優とは幼なじみで同級生。通称「りん」。弓道部所属。等々力弓道場の箱入り娘で、兄が2人いる。
中学生離れした巨乳とロングヘアがトレードマークのマイペース娘。優には恋心を抱いているが、関係はなかなか進展していない。
式条と共に巨乳ネタで盛り上がることが多く、えっちなことにも少し寛容なので、稀にまほろや深雪、千鶴子を挑発するような言動を見せる。
原作最終話では、緋立市立第四中学校の教師になっており、生徒へのセクハラ発言をした式条校長に「豊乳アタック」という必殺技（?）を喰らわせていた。
彼女と式条校長のケンカは恒例になっているようで、生徒達は「また始まったよ」と呆れていた。
髪型は短めのセミロングになっており、相変わらずの巨乳だが未婚らしく、式条からは「行き遅れ」とからかわれている。
大江千鶴子（おおえ ちづこ）
声 - 真田アサミ
美里優とは幼なじみで同級生。通称「ちづ」。優と同じ囲碁・将棋部所属。ポニーテールがトレードマークの元気娘。父親は映画監督で一人娘。アニメ版では深雪よりも制服のスカート丈が短いという設定がある。
優には恋心を抱いているが、深雪と凛に遠慮して気持ちを表に出すことはない。しかし、優がまほろに告白して失恋した後には、自身の想いを二人に明かして涙を流す一面もあった。
美味しい食べ物に目がなく、まほろの手料理の大ファン。「食欲魔人」の二つ名を持つ。高級料理や海外の料理素材に詳しく、それらのものを既に食していたり、朝岡りほのサイン付き写真集を手に入れられるなど、レアアイテムを手に入れる謎のパイプを持つ。
「とりおまてぃっく黒」では、まほろの料理を独り占めにするために、式条を操って深雪と凛をケンカさせたことが示唆されているが、真相は定かではない。
原作最終話では美人作家として有名人になっており、著書の映画化が宣伝されていた。
浜口俊也（はまぐち としや）
声 - 荻原秀樹
美里優とは幼なじみで同級生。通称「はまぢ」。テニス部に所属する自称「華麗なるナンパ師」だが、実際に女性を相手にするとからきしである。
当初はまほろに好意を持っていたが、みなわが登場してからは彼女に想いを寄せ始める。
関係はなかなか進展しなかったが、まほろや優達の支援を経て初デートに持ち込み、愛を告白した。
管理者の作戦に巻き込まれたり、みなわの境遇を知っても想いは変わらず、彼女が手術を終えて帰って来る日を待っていると語った。
原作最終話では、みなわと結婚しているらしく「みなこ」という子供がいる。
川原清巳（かわはら きよみ）
声 - 私市淳
美里優とは幼なじみで同級生。通称「川原」。剣道部所属。はまぢとは対照的にいつも冷静な表情を見せる。
当初はまほろへの興味を見せていたが、徐々に深雪との絡みが増えていき、彼女から「あんた、いい人だね」と脈の無い言葉をかけられた際には落ち込んでいた。
原作最終話では家業の酒屋を継いで深雪と結婚しており、子供もいる。
田中佳美（たなか よしみ）
声 - 金田朋子
美里優と同じ中学に通う1年生の少女。容姿はおさげの眼鏡っ娘で、趣味は絵画。
初登場時には不良に襲われて強姦されそうになっていたが、その場に居合わせたリューガに救出され、それをきっかけに彼と親しくなっていった。
原作最終話ではリューガと結婚しており、アークから人間として生まれ変わったまほろを預かり、20歳になるまで養育した。
アニメ版では登場シーンが殆どカットされているが、最終話で優が立ち寄った屋台には彼女の写真が置かれていた。
緋立市立第四中学校のOBだったと思われる屋台の亭主と並んで写っていたのだが、屋台の亭主と佳美の関係や、20年後における佳美の消息は不明。

## ヴェスパー
近衛優一郎（このえ ゆういちろう）
声 - 玄田哲章
美里優の母方の祖父。近衛重工業の会長でありヴェスパーの首領。恵比寿の本社ビルから滅多に出ず、顔を見せない変わり者として有名。
両親を亡くした優が一人で生活することを許しているのは彼であり、何かと気にかけている。
かなりの好色漢で、あの式条先生にまほろの決め台詞である「えっちなのはいけないと思います」を口にさせるほどのレベル。妻の名は「りさ」といい、彼の浮気が原因で逃げられたと噂されている。しかし、実際のところ「りさ」とはセイント人「リーシァ」であり、二人は地球・セイント間の戦乱を止めるために別れて行動していたのだった。
原作では元管理者構成員だったが、管理者が異星人であるセイントをも自らの野望に利用しようとしたことを契機に離反、外側から管理者を倒すためにヴェスパーを結成した。
アニメでは管理者のパーティ会場に出席してスラッシュを召喚、管理者の主要メンバーを壊滅させるも自らも死亡した。
原作では親友であるベルナールの最期を看取った後、管理者を壊滅させた。その後はセイントとの和解に全力を尽くしており、その最中、妻であるリーシァと数十年ぶりに再会した。20年後における消息や生死は語られていない。
大門隼人（だいもん はやと）
声 - 石塚運昇
ヴェスパーの司令官。元々は管理者のメンバーだったが、組織の行動に疑惑を持ち、ヴェスパーに参加したとされる。
原作では20年後においても後継組織「ヴィナス」の総司令官を務めている。
昇進を断ってオーバーワークを続ける優を案じているが、当の優からは「くそオヤジ」と評された挙句、辞表を叩きつけられてしまった。
郡司義彦（ぐんじ よしひこ）
声 - 遠藤章史
ヴェスパーの副司令官。V1046-R計画を担当した。詳細は不明だが、管理者に対して深い恨みを抱いているらしい。
アニメ版ではB級ホラー映画好きであることが明かされており、彼が推薦する映画を観たまほろは劇中に登場した「主人を護るため怪物に立ち向かうメイド」の姿に感涙している。
帆風みなと（ほかぜ みなと）（CODE：91）
声 - 川田紳司
ヴェスパーの技術開発担当。通称「帆風博士」。まほろのメンテナンスも担当している。優れた技術力を持っているためか重傷を負ったまほろのメンテンナンスも短期間で済ませられるほどの力量を持つ。中性的な容姿と青色のロングヘアが特徴的な男性。
実は彼も管理者から逃亡してヴェスパーに参加したサイボーグであり、原作終盤ではみなわと共に管理者基地攻略作戦に参加、基地を無血開城させることに成功している。
椎名永美（しいな えいみ）
声 - 嶋崎はるか
ヴェスパー首領である優一郎の秘書兼ボディーガードの女性。ナイフ投擲や隠密接敵能力に優れる。得意料理は芋の煮っころがし。
優一郎が美里家を訪れた際は彼女も同行した。その際、料理の悪口への報復として（脅しではあるが）護衛対象であるはずの優一郎にナイフを投げつける暴挙を見せた。
詳細は不明だが、地球人とセイントのハーフであることが示唆されている。
美里良（みさと りょう）
声 - 中田和宏
美里優の父親。ヴェスパーの有能な司令官であり、まほろとも親しかった。
優が10歳の頃、核ミサイル施設を巡る戦闘中に敵アンドロイドに人質にされ、まほろに「自分ごと敵を射殺して核攻撃を阻止する」ことを命令、実行させた。
結果的に核攻撃は阻止されたものの、まほろはこの件に関して深いトラウマと罪悪感を抱くことになる。
ヴェスパーの司令官であったことは優には伏せられており、表向きには勤めていた会社の海外の工場の視察で、爆発事故に巻き込まれて死亡したとされている。
かなり多くのえっちな本を隠し持っており、妻に没収されたくないがためにヴェスパー本部に隠していたが、まほろに「えっちなのはいかん」と発言したことが仇となって没収された。更にまほろはその件をきっかけに「えっちなのはいかん」という言葉を良の遺志として心に刻み込んでしまった。
また、ホラ話で優やまほろを困惑させたり、スラッシュから「とんだ曲者」と評されるなど、お茶目な一面もあった模様。
美里優香（みさと ゆうか）
声 - 水野愛日
美里優の母親。近衛優一郎の娘。優が8歳の頃、轢き逃げに遭い死去した。
実は、地球人（優一郎）とセイント（リーシァ）のハーフ。先述の轢き逃げも管理者による暗殺だった可能性が高い。
嫉妬深い性格だったようで、良はえっちな本の隠し場所に苦慮していた。巨乳でもあり優がその豊かなバストを回想することもあった。

## 異星人（セイント）
リューガ（Ryuga）
声 - 子安武人
セイントの生み出したアンドロイド戦士で、機械の肉体とセイント人と同様の「心」を持つ。本人は自分のことを機械だとは自覚しているが、それでも機械的な描写は全く見られなかった。日本人に近い外見を持つまほろとは対照的にコーカソイド系の外見をしており外見は20代後半の男性を思わせるが製造から3年ほど経つため、自称3歳。
現役戦闘アンドロイド時代のまほろに何度も敗北し、更にトドメを刺されなかったことでプライドを傷つけられたため、彼女との再戦を望んでいた。
やがて、マシューから美里優の監視任務を命じられたことで、流河濤（リュウガ・トウ）と名乗り緋立市立第四中学校の理科教師に着任。教師生活や監視任務と平行してまほろとの接触を図り、やがて彼女に決闘を承諾させる。
決闘の際は、まほろが「輝ける闇」を使わないことを「侮られている」と勘違いして苛立ち、静止しに来た優を殴り倒してでも戦闘を続行しようとしたが、スラッシュの絶叫を聞いて、まほろがエネルギーの尽きかけた身体で戦っていることを悟り、自ら敗北を認めた。
それを契機に人間のように生きてみたいとも考えるようになり、まほろと同様に人間としての生活を送り始めた。
まほろへの贖罪として「いざというときは彼女の代わりに優を助ける」という誓いを交わしており、管理者に狙われたまほろと優の危機を度々救った。また、スラッシュとは最初は敵対していたが、まほろからの説得など経て良いコンビになった。
容姿端麗なうえに武人のごとく実直な性格ゆえに、女子からの憧れの的。ただし、どこか抜けた面もあり、事ある毎に「私は3歳だ！」と主張して周囲を困惑させている。また、「えっちなのはいけないと思う！」と発言してエロ本を没収したこともあるため、優からは「まほろさんと似ている」という印象を抱かれていた。
戦闘能力は現在のまほろとほぼ互角であり、管理者のロボットや改造人間を圧倒する能力を持つ。所持する大剣に衛星軌道上の宇宙船からエネルギーを供給、放射する『RAYBLADE（レイ・ブレード）』を必殺技とする。また、戦闘時に纏う外装は反物質封球弾の直撃をも防ぐ、RF(ライデンフロスト)コーティングが施されている。
原作では先述の田中佳美に想われて後に結婚、アークから託された「人間として生まれ変わった」まほろを自分達の子として成年まで養育した。また、優と共にまほろの「最期」にも居合わせており、2人の愛を知った上で、彼女の死後に優が血塗られた復讐鬼に変貌してしまうことを薄々危惧しており、20年後にまほろが美里邸に赴くに際しこのことに触れ、「20年前に彼女が愛していた人物とは、もう変わってしまっているかも知れない」と忸怩たる想いを吐露していた。なお、アニメ版ではセラとのカップリングが強調されており、佳美との交流シーンはカットされるか、相手がセラに変更されている。
なお、単行本に掲載された外装の設定デザイン資料には、宇宙刑事シリーズに酷似したデザイン案が掲載されている。
マシュー（Masshu）（アーク）
声 - 川澄綾子
セイントにとって母と呼ぶべき存在。月の裏側に停泊する対地球用拠点ファ・ベルシア深部におり、セイントでも一部の者しかその姿を知る者はいない。
実は、まほろは彼女の分身のような存在である。詳細は下記の『S01-R ARCADIA』の項目を参照。
リーシァ（アニメ版ではリーシャ）
声 - 井上喜久子
優の祖母にあたる「りさ」という地球人名を持つセイント。キューバ危機当時、彼女の乗った移民船が撃墜されたことでセイントと地球人とのファースト・コンタクトが実現した。管理者基地に監禁されていたが、尋問の際の通訳として出会った優一郎と共に脱出。やがて彼と結ばれて優香を出産した。その後、地球とセイント間の戦争を止めるべくファ・ベルシアに戻り、現在はマシューの側近の一人となっている。原作では近衛優一郎と同年代の老婆姿だが、アニメ版ではセイント人類が地球人より長寿命という設定のため、若々しい美女の姿で登場した。
セラ（Sera）
声 - 田中かほり
セイントの生み出した女性型戦闘用アンドロイド。
リューガのバックアップを担当しており、彼が地球での生活に馴染んでいく姿を身近で見守っていた。
戦闘用とされているものの、劇中ではリューガの活動拠点となる母艦で行動しているシーンが多く、彼女自身の戦闘シーンは描かれておらず、まほろやリューガと同様アンドロイド的な要素は少ない。
原作終盤ではリューガと共にマシューと謁見、まほろとマシューが同一の存在である事実を知った。
また、リューガが滅び行く地球へと向かう姿を見送った際には、彼が地球と地球人を愛していることを悟り、「羨ましいな」と本音を漏らしている。
アニメ版では彼女のモノローグでセイントの設定が語られたほか、先述の通りリューガとのカップリングが強調されており、佳美の代わりに登場するなど出番が増加している。
マホロ・マシュー・フェイ・レイ
声 - なし
セイントの科学者であり、18歳時点で博士号を3つ持っていた天才美少女で日本人を思わせる風貌をしている。セイントの星の様々な問題を解決するための巨大コンピューター『S-ZEROシステム』を開発した。S-ZEROシステムをただの機械ではなく自分の娘として扱っており、自身の容姿を模し、人間としての五感や欲求を有する人間型端末S01-R ARCADIAを与えている。マホロとアークは長年、本当の家族のように生活したが、死の間際にはアークに「永遠の時を過ごす貴女に人間の心を与えたのは残酷な事だったかもしれない」と詫びている（アーク自身は心を与えられたことを悔いておらず、感謝していた）。まほろのモデルとなっただけあって、マイペースな性格で痩せの大食いだが、胸は巨乳であり、セイント人基準のナイスバディ（貧乳）では無いことを不満に思っていた。
S01-R ARCADIA（アーク）
声 - 川澄綾子
マホロ博士によって作られた『S-ZEROシステム』の人間型端末。原作にのみ登場。マホロ博士からは「アーカディア・マシュー・フェイ・レイ（通称アーク）」という名前で呼ばれていた。完成した当初は自分の使命である惑星環境維持以外の事象には興味を持たなかったが、マホロ博士によって人間としての身体感覚や生活を教えられ、やがて人間と同様の心を得るに至った。マホロ博士の死後、セイント本星から戦争や貧困を根絶して楽園のような世界を築くが、それはかえってセイント人類の衰退を招いてしまった。そのため、彼女は宇宙各地に移民船団を放ち、長き年月の末にセイント人類と交配可能な地球人類を発見する。しかし、地球人類はかつてのセイント人類よりも暴力的で野蛮な種族であったため、彼女は種の存続と種の退化の可能性との間でジレンマに陥ることになる。やがて、彼女はヴェスパーに自身の分身であり、“彼女自身がもっとも信頼できる人間”であるマホロ博士に似せて人格を構成した戦闘用アンドロイド「まほろ」を送り込み、その目を通して人類との共存可能性を模索することになる。そのためまほろとマシューは感情などのデータを共有しており、夢の中で二人が対話するような描写もあった（ただし、まほろ自身はこの関係性を認識していない）。なお、マホロ博士とアーク、まほろの容姿はほぼ同じだが、アークとまほろの胸はマホロ博士の願望を反映して貧乳にデザインされている（博士はこの件に関して「つるっつる〜のペタッペタンはセイント美人の証です！」と語っており、それに対してアークは「えっちなのはいけないと思います！」と応えた）。
アニメ版ではセイントの指導者「マシュー」として登場するが、まほろとは髪型が少し異なり「水平もみあげ」にあたる部分がなく原作版とデザインが異なっている。また、まほろとの関係や詳細な設定についても語られることはなかった。

## 管理者
ベルナール・バスティア（Bernardo Bastia）
声 - 堀川仁
「管理者」のトップに君臨する人物。前任エリオット・グレイを権力闘争の末にその座から引きずり下ろした。
原作、アニメ共に優一郎の元親友であるが立ち位置が違い、原作では優一郎の同志として、アニメでは完全な敵として登場している。
原作では、かつて優一郎と同じ理想を共有していたが、セイントとの融和を主張する勇一郎と、「人類が理想的な発展を遂げるには自分達（ベルナールと優一郎）が管理者の頂点に立つべきであり、セイントに導かれて得る理想郷に意味はない」と考えるベルナールの考えは食い違い、決別したという経緯が語られていた。
しかし、実は「管理者の頂点に立ち、内部から管理者を潰す」という真意を持っており、外部から管理者を倒そうとする優一郎と再会の約束をしていた。
その後、二人はあえて言葉を交わさず、互いに一進一退の戦いを演出し続けていた。物語終盤ではヴェスパーの管理者基地占拠に呼応し、管理者を背後から操る“真の管理者”の情報を世界中に漏洩していたが、それを察した秘書の凶弾に倒れる。最期は親友である優一郎の腕の中で静かにその生涯を終えた。
バスティアの秘書
バスティアの補佐する人物で“真の管理者”ともつながりを持っている模様。バスティアの行動に不信を抱いていたようで、彼の裏切りが濃厚になった際は彼を射殺しようと銃を突きつけた。一方でバスティアのことを心から尊敬もしており、彼の策を全て知った際には穏やかな笑みを浮かべ、射殺する際も申し訳なさそうな表情をしながら謝罪し、その際にも優一郎との別れの時間を与えるため即死を免れられるよう撃ち抜いている。バスティア自身も、彼の正体を知りつつも「組織に忠実であるからこそ信頼していた」と述べている。バスティアを撃った後の消息は不明。
エリオット・グレイ
声 - なし
管理者の前トップであり、劇中では既に故人。
猜疑心の強い性格だったらしく、自身が失脚したことで部下達から復讐されることを恐れ、核ミサイル発射基地を奪取して世界各地を核攻撃しようとする凶行に走った。
彼を止めるために管理者、セイント、ヴェスパーが結集するが、各組織は互いに足を引っ張り合い、混戦の中でまほろが良を射殺する悲劇が起こってしまう。
最終的に核攻撃は阻止され、エリオット自身も（恐らくまほろの手で）惨殺された。
フェルドランス（Feldrans,CODE：227）
声 - 坂本美里
「管理者」の機械化兵士（サイボーグ）。「サイボーグに心は不要」というメフリスの信念通り、人を殺すときですら愛想笑いを浮かべる冷酷な美少年。
機械化兵士の中では最強クラスの戦闘力を持っているが、「ヴェスパー」や「セイント」のアンドロイドの戦闘力と比べると大分劣り、サポートメカ相手でも真っ向勝負では分が悪いほどである。そのため、様々な策を弄してまほろ達を苦しめた。
「あらゆる感情を喜びとして認識する」洗脳を施されているため、他人が持つ怒りや絶望の感情を羨んでおり、特に優から向けられる怒りを好んでいる。だが、原作では優に「本心を隠そうとしているだけ」と指摘されており、アニメ版ではまほろに敗北した際に怒りの表情を見せている。また戦闘アンドロイドとして作られたまほろには所詮サイボーグでしかない自分には勝ち目が無いと自覚している模様で、一線を引くなど彼なりの潔さもある。
更に原作版では（まほろの死後）優との20年近くにわたる復讐戦の中で「哀しみ」を学習し、同時に自身の犯した罪の大きさ及び優に与えた「哀しみ」を自覚し、以降は優への贖罪のためにわざと優と戦い続け、復讐心の虜となっている彼を救おうとしていた。しかし改悛したとはいえ、愛するものを奪われた優にしてみれば「虫のいい戯言」であり、それはフェルドランス本人も重々承知であった。最後はその想いも虚しく優に討たれたのだが、その時に慙愧に耐えぬ表情で「復讐を重ねるだけの生き様は、君の心の傷を癒してくれたか」と優に問いかけ絶命。この時になって優は初めて彼の想いを知り正気に戻るわけだが、時すでに遅く彼は絶命していた。この最期の問い掛けが優に虚無感を惹起させ、物語は終焉に向かっていく。
アニメ版ではヴェスパーへの総攻撃の際に美里優の暗殺命令を受け、まほろ達を南米まで追跡。キャナンによって複製された「輝ける闇」を使い、まほろと互角の戦いを繰り広げるが、最期はまほろの自爆に巻き込まれて消滅した。
メフリス・アマゾヴァ教授（Professor Metherius）
声 - 岡野浩介
「管理者」の技術開発担当。ライバルのキャナン博士の機械兵器を凌駕するためにまほろの捕獲を企む。
まほろの性能に魅せられ、フェルドランス、みなわといったサイボーグを開発しているが、性能面で及ばず、暗殺専門の「修繕屋」部門に格下げされている。
「武器に心は不要」、「究極の兵器は、人間の愚かなこだわりを越えた『無心』の存在」という思想を持ち、自らが製造したサイボーグ達に洗脳処置を施している。
しかし、自身が究極の兵器として妄執していたまほろからは「私を動かすのは涙（人間としての感情）です」と言われ、その思想を真っ向から否定されてしまう。
アニメではキャナンに取り入っていたフェルドランスの裏切りで射殺され、原作では「消却」の真実を知らされて激怒したみなわに両足を切断され、空中戦艦から転落死した。
自己中心的かつ自己陶酔的な面が目立つが、ヴェスパーやセイントの技術に対する分析は正しい面もあり、死後にボールドウィンからその洞察力を評価されている。
また、彼が設計し、死後にキャナンが開発を引き継いで完成させた試作型ロボット兵器「ノルニル」は、まほろを追い詰めている。
キャナン博士（Doctor Cannon）
声 - 矢部雅史
「管理者」の技術開発責任者。機械兵器の開発を行っており、「地球製兵器の性能はセイント製兵器の性能に匹敵、あるいは凌駕している」と主張する。
組織内の権力に固執するタイプであり、メフリス教授曰く「俗物」（メフリスも俗物の範疇に入るが）、フェルドランスいわく「ゲスな男」。
メフリスの死後は彼の遺したデータからまほろの性能に興味を持ち、「修繕屋」のサイボーグ部隊や空中戦艦の艦隊を率いてまほろを追撃するが、管理者の敗北を知って錯乱。
地球が滅亡の危機に陥っていることも知らずにまほろを追い続けたが、月の欠片へと放たれた輝ける闇に呑み込まれ、乗艦ごと消滅した。
アニメ版ではアインシュタインを思わせる穏やかな風貌をしているが、原作版終盤では狂気に陥ったためか、人相も凶悪な悪人そのものの風貌へ変化していった。
また、アニメ版では「輝ける闇」の複製に成功したり、セイント基地ファ・ベルシアへの直接攻撃に成功するなど、どちらかといえばメフリスより彼の主張の方が正しいように描かれていた。彼本人としての明確な出番は終盤で南米へ向かうまほろ達の動きを監視する場面が最後となる。最終話ではアンドロイド化し（元が人間のため厳密にはサイボーグだが）、情報屋のジルスに無事に地球へ帰れるまでの護衛を頼むが、彼と同様の姿をしたアンドロイドは量産されていたらしく本人かどうかは不明。
ドレクセル（Drexel）
声 - 星野貴紀
「管理者」の軍総指揮官であり旗艦ガイアの艦長。顔の傷に隻眼という剣呑な風貌どおり攻撃的な指揮を執る。
自身が率いる艦隊の戦力に自信を持っていたが、セイントの基地である「真のファ・ベルシア」が想像以上の規模を誇っていたことに動揺。
ボールドウィンの忠告を聞かずに真のファ・ベルシアへ反物質砲を発射してしまう。
結果、バリアで反射された反物質砲が月に命中、その欠片が地球滅亡の危機を招くことになる。同時に旗艦ガイアにも月の欠片が直撃し、死亡した。
サントリオ（Santrio）
声 - 葛城政典
「管理者」の軍副指揮官。口髭がトレードマーク。
最終決戦時には管理者本拠地にてヴェスパー侵攻部隊の迎撃を指揮したが、生体チップの反乱という想定外の事態に戦慄していた。
管理者壊滅後も残党として逃げ延びたが、20年後、優によって乗艦を沈められて死亡した。
ボールドウィン（Baldwin）
「管理者」の宇宙戦艦ミネルバの艦長である黒人男性。
冷静な判断力を持ち、味方の犠牲を省みないドレクセルの方針に苦言を呈するなど、管理者内でも数少ない良識人である。
真のファ・ベルシア出現に際して退却を進言するも、ドレクセルに更迭された挙句に後方へ退けられてしまうが、それが幸いしてミネルバは月の欠片の直撃を免れた。
ドレクセルの自滅後は艦隊の指揮を引き継ぐが、艦隊には地球へ落下する月の欠片を阻止する能力は残されていなかった。
管理者壊滅後の動向は不明。
ガンウィック（Gadwick）
「管理者」の設計技術者。宇宙戦艦の建造を担当。筋肉質な体形とラフなシャツ姿が特徴、会議にもその姿のまま出席する。
パンプキン・ヘッド（Pumpkin Head,CODE：154）
原作のみ登場した「管理者」のサイボーグ。
アフロヘアーでダンサーのような衣装に身を包んで陽気な口調で話すなど、他のサイボーグとは異なる雰囲気を持つ（作戦のための演技である可能性もある）。
人間やアンドロイドの脳を読み取る特殊能力を有している。まほろ捕獲作戦の前段階として、まほろの脳を読み取り弱点を探ろうとするが、まほろの中にあったマシューの記憶に接触してしまい、想定以上の膨大なデータに耐えられずに自身の脳を破裂させてしまう（この最期を見たフェルドランスからは「カボチャがトマトになっちゃったね」と皮肉を言われている）。しかし、メフリスは遺されたデータを基に「まほろの戦闘能力が現役時に比べて激減している」という情報を入手、まほろ捕獲作戦の実行を決意してしまう。
CODE：369
声 - 新谷良子
「管理者」のサイボーグ。みなわと相次ぎサイボーグ化手術を受けたことから、みなわと仲が良かったが、失敗作として「消却」処分された。彼女のような犠牲者を減らすことがみなわの行動原理となっていたが、原作では「消却」された人間は消滅させられたわけではなく、脳だけが取り出され管理者基地の生体チップとして使われていることがフェルドランスの口から明かされる。369も例外ではなかったが、帆風博士の協力を得たみなわが発動した「H・T・H」によって解放され、他の生体チップたちと共に安らかな笑顔を残して消滅した。同時に管理者基地のプロテクト・フィールドも消滅し、皮肉にも管理者は自らが酷使していた生体チップの反乱によって敗北を喫することになった。
安藤ななみ（あんどう ななみ）（CODE：773）
原作にのみ登場したおかっぱ髪の少女。まだ未改造だが「管理者」のサイボーグ候補として生み出されたみなわの同胞であり、フェルドランスの策でまほろを誘き寄せる囮として利用されていた。作戦後はヴェスパーに保護されたが、メフリスの洗脳によって恐慌状態に陥っていたため、意を決したみなわによって「妹」として引き取られることになる。彼女がみなわの義妹となったことで、まほろの口からでまかせであったプロフィール（妹が2人いる）が現実のものとなった。20年後は、ヴェスパーの後継組織にあたるヴィナスのオペレーター（優の秘書）を務めているが、奔放な優に手を焼いていた。
CODE：162
原作にのみ登場。まほろと交戦した「管理者」のサイボーグだが姿は原型を留めておらずロボット然とした姿を持つ。飛行能力を持っており、マシンガンや長距離狙撃が可能なビーム兵器で攻撃を仕掛ける。また改造の度合いが強いのか片言で喋る。
まほろ捕獲作戦時に初登場し、市街地でまほろを襲撃。民間人の犠牲をも省みない無差別攻撃を行ってまほろを激怒させた。
最終決戦時には、シルフィードで逃亡中のまほろを追撃。優を抱えているために高速機動が行えない彼女を追い詰めたものの、まほろ達の「高空で優を手放し、落下するまでに決着を着ける」という博打じみた作戦によって敗北。まほろの勝利を賞賛しながら味方の空中戦艦に潰されて絶命するが、シルフィードにダメージを与えることには成功していた。
この戦闘により、まほろは損傷したシルフィードを空中戦艦に特攻させ、徒歩で逃走することを強いられた。
ノルニル
原作にのみ登場。まほろ捕獲用に開発された戦闘用ロボット。パンプキン・ヘッドが得たデータを基にメフリスが開発していたものを、彼の死後キャナンが引き継いだ（フェルドランス曰く「盗んだ」）ものとされる。フォルムから察するに恐らくまほろを模していると推測される
アンドロイドを麻痺させる特殊矢弾を放つFIII、近接戦闘能力に優れたNII、防御力に優れたPIの三機で構成されており、各機が牽制、攻撃、防御を担当する。
また、小型核融合エンジンを動力としているため、下手な方法で破壊すると核爆発が発生してしまう。そのため優が実質的な人質とされてしまい、全力を出せないまほろをは苦戦を強いられた
優れたコンビネーションでまほろを追い詰めたものの、優がまほろの落としたマグナム拳銃を拾ってFIIIを撃破。その隙にまほろがNIIを短刀で撃破する。
残るPIがまほろの脇腹に槍を突き刺して大ダメージを与えたが、まほろが地球を救うために「輝ける闇」を発動したことで余波に巻き込まれ、跡形もなく消滅した。

## 白菊女子学園のクラスメイト
西村八重子（にしむら やえこ）
私立藤澤大学付属白菊女子学園に通う女子高生。通称「やっちゃん」。映画研究会所属。転入してきたまほろと仲良くなる。原作のみに登場。『最終兵器彼女』のアケミにキャラが似ている。
式条詩織（しきじょう しおり）
私立藤澤大学付属白菊女子学園に通う女子高生。通称「しおりん」。映画研究会所属。映画の趣味（007シリーズなど）がまほろと合い、意気投合する。
式条先生の妹、式条3姉妹の末っ子。式条先生とは対照的に貧乳でまじめな性格、眼鏡っ娘。原作のみに登場。

## その他の登場人物
神崎孝則（かんざき たかのり）
声 - 遠藤章史
異星人（セイント）の無人艇を目撃したことをきっかけに、「異星人（セイント）」・「ヴェスパー」・「管理者」の真実を取材するジャーナリスト。取材中に修繕屋のサイボーグに襲撃を受けるもセイントに救出され、ファ・ベルシアでマシューと謁見する。その後は優一郎に直接取材を行い、更に管理者の宇宙戦艦に従軍記者として乗り込んで管理者とセイントの最終決戦、そして地球滅亡の危機を宇宙から見届ける。原作ではストーリー展開上重要な役回りだが、アニメでは第一期第6話「月花愁色」のみに登場。
朝岡りほ（あさおか りほ）
本編中で優の秘蔵のえっちな本にたびたび登場する伝説的AV女優。本作の原作者である中山文十郎の小説『雪菜のねがい』よりゲスト出演。豊かな胸、完璧なプロポーションの持ち主であり、まほろがその美しさに嫉妬するほどである。販促グッズとして「朝岡りほミニ写真集」が実際に製作されるほど本編の中での存在感は大きい。なお、彼女の引退作を撮影した監督の苗字は大江である。
ZIGURAGHI（ジグラギ）（本名：安西信行（あんざい のぶゆき））
原作にのみ登場。自称、地獄組七人衆の一人である忍者下着泥棒。パンティを賭けまほろに挑戦するも、タツジンとヴィマナの連続攻撃の前に敗れ、最終的には式条沙織の下着だけが手元に残るが、沙織に見つかって袋叩きにされた挙げ句、警察に逮捕される。必殺技は服だけを切り刻み瞬時に全裸にする「朧切り」だが、まほろの「一文字朧崩し」に敗れている。
終盤に一コマだけ再登場した際には、屋外でまほろが粉砕した月の欠片を眺めていた（釈放されたのか脱獄したのかは不明）。
『烈火の炎』で名を上げた実在の漫画家安西信行と本作原作者の中山は同門の弟子であり、ZIGURAGHI登場のエピソードが描かれる以前に、安西の『R・PRINCESS』で同様の姿をした下着泥棒（彼の名は「城池勝幸」（中山の旧筆名）とされており、結末はさらに悲惨）が描かれていた。
ぢたま(某)先生
声 - ぢたま(某)
緋立市立第四中学校教師。原作第4巻第1話と『まほろまてぃっく〜もっと美しいもの〜』第1話のみ登場。
ナレーター
声 - 第1期石塚運昇、夏SP（stub）
マサ
声 - 飯田利信
第1話に登場した強盗犯の片割れ。優やまほろ達が乗っていたバスをジャックして逃亡を図るが、激怒したまほろによって座席を投げつけられ昏倒し、逮捕される。
凶暴な性格であり、拳銃で優やまほろたちに危害を与えようとしたほか、原作版では女性客全員に全裸になるよう脅迫、実行させた。
9月には脱獄に成功するが、ノブが車を街灯に激突させてしまったせいで再び逮捕される。
原作では終盤に一コマだけ再登場し、ノブと共に刑務所の窓からまほろが粉砕した月の欠片を眺めていた。
ノブ
声 - 葛城政典
第1話に登場した強盗犯の片割れ。マサが客や運転手を脅迫している間はバスの操縦を担当していたが、まほろの手刀で気絶し、逮捕される。
車の操縦は荒いが性格は弱気で、バスジャック時には「また捕まりたくない」と泣き言を吐いていた。
9月に脱獄を果たした際には、警官とのカーチェイスの末に車を街灯に激突させてしまい気絶、マサと共に再び逮捕された。
その際、千鶴子を轢きそうになったが、彼女はリューガによって救出されて事無きを得た。
母親（ははおや）
声 - 能登麻美子
第1話にて、優が乗ったバスに同乗していた女性。原作版ではマサの命令で全裸にされてしまう。
女の子
声 - 水野愛日
同じく第1話に登場した少女、上記「母親」の娘。ぬいぐるみを落として泣いたためマサを苛立たせたが、まほろによって命を救われる。
あかり
声 - 金田朋子
ゲーム『まほろまてぃっく 萌っと≠きらきらメイドさん。』のオリジナルキャラクター。
優たちが修学旅行で訪れたパヨン島の温泉旅館の女将だが、年齢は優たちより幼く、接客も心許ない。
実は管理者幹部アルキュミア学士によって改造された元サイボーグであり、改心したアルキュミアと共に管理者から脱走したという過去を持つ。
現在は病に倒れたアルキュミアを介護し、彼を父親と慕いながら温泉旅館を切り盛りしている。
原作でも終盤に一コマだけ登場し、まほろが粉砕した月の欠片を眺めていた。